# Visoko
Visoko (phát âm tiếng Serbia-Croatia: [ʋǐsɔkɔː]) là một thành phố của Bosna và Hercegovina. Đây là trung tâm thời kỳ đầu của nhà nước Bosna Trung Cổ, và là nơi vị vua Bosna đầu tiêng, Tvrtko I, đăng quang. Tọa lạc giữa Zenica và Sarajevo, Visoko nằm cạnh sông Bosna, nơi sông Fojnica hòa vào.
Khu vực Visoko có chừng 46.000 cư dân, trong đó ước tính 17.000 sinh sống trong địa giới thành phố.